# Eva Stefani
Eva Stefani (* 1964 in Alexandria, Virginia) ist eine US-amerikanisch-griechische Dokumentarfilm-Regisseurin.

## Leben und Werk
Stefani studierte von 1981 bis 1987 Politikwissenschaften an der Universität von Athen und anschließend bis 1989 Dokumentarfilm in den Ateliers Varan in Paris sowie von 1989 bis 1991 Filmwissenschaft und Ethnologischen Film an der New York University. Anschließend absolvierte sie ab 1991 bis 1995 eine Dokumentarfilm-Ausbildung an der National Film and Television School. Seit 2000 unterrichtet Eva Stefani Filmwissenschaft an der Universität Athen. Sie war Gastprofessorin am Institut für Griechische und Lateinische Philologie der Freien Universität Berlin. Sie dreht Videos und Super-8-Filme. 2019 ist sie gemeinsam mit Panos Charalambous und Zafos Xagoraris Teilnehmerin der Biennale di Venezia.

„In „Wovon die Menschen leben“ (1885) wirft der durchdringende menschliche Blick Leo Tolstois drei Fragen auf: Was steckt in den Menschen, was wird den Menschen nicht gewährt, und was hält die Menschen am Leben? Die Kurzgeschichte ist einer der Lieblingstexte von Eva Stefani; mit ihrem Titel ließen sich all ihre Arbeiten überschreiben.“

## Filmografie (Auswahl)
- 1987: Gutters
- 1989: La Vie en Vert
- 1991: Moiroloi
- 1993: Paschalis
- 1995: Athene
- 1995: Letters from Albatross
- 1998: Housemates
- 2001: Reveille
- 2001: Prison Leave
- 2001/04: Acropolis
- 2004: The Box
- 2007: National Anthem
- 2007: What Time Is It?
- 2008: Bathers
- 2012: The Return of E. C. Gonatas
- 2012: Dimitris Papaioannou
- 2014: Ill Not Ill
- 2016: Incubator
- 2017: Hirografo/Manuscript
- 2017: Virgin’s Temple

## Auszeichnungen (Auswahl)
- 1995: 1. Preis für Kurzfilm des Griechischen Kulturministeriums
- 1995: Auszeichnung des Griechischen Filmcenter
- 2018: Hauptpreis der Internationalen Kurzfilmtage Oberhausen[5]